# Sargocentron diadema
Sargocentron diadema là một loài cá biển thuộc chi Sargocentron trong họ Cá sơn đá. Loài này được mô tả lần đầu tiên vào năm 1802.

## Từ nguyên
Từ định danh diadema trong tiếng Latinh có nghĩa là "vương miện", hàm ý đề cập đến các dải đen và trắng ở phần trước của vây lưng của loài cá này.

## Phân bố và môi trường sống
S. diadema có phân bố rộng khắp khu vực Ấn Độ Dương - Thái Bình Dương (bao gồm cả Biển Đỏ), từ Đông Phi trải dài về phía đông đến tận quần đảo Hawaii và quần đảo Pitcairn, ngược lên phía bắc đến quần đảo Ryukyu và quần đảo Ogasawara, xa về phía nam đến Úc (gồm cả đảo Lord Howe) và quần đảo Australes. S. diadema cũng được ghi nhận tại Việt Nam, bao gồm cả quần đảo Hoàng Sa và quần đảo Trường Sa.
S. diadema sống trên các rạn san hô viền bờ và trong đầm phá ở độ sâu đến ít nhất là 60 m.

## Mô tả
Chiều dài cơ thể lớn nhất được ghi nhận ở S. diadema là 17 cm. Thân có các dải sọc đỏ dày và trắng bạc hẹp hơn xen kẽ nhau. Gai vây lưng màu đỏ sẫm đến đen với hai vệt trắng.
Số gai ở vây lưng: 11 (gai thứ 4 dài nhất); Số tia vây ở vây lưng: 12–14; Số gai ở vây hậu môn: 4 (gai thứ 3 vươn dài); Số tia vây ở vây hậu môn: 8–10; Số tia vây ở vây ngực: 13–15; Số vảy đường bên: 46–50.

## Sinh thái
Thức ăn của S. diadema là động vật giáp xác, giun nhiều tơ và động vật chân bụng.